# Municipio de Buford (Arkansas)
El municipio de Buford (en inglés: Buford Township) es un municipio ubicado en el condado de Baxter en el estado estadounidense de Arkansas. En el año 2010 tenía una población de 1295 habitantes y una densidad poblacional de 12,51 personas por km².

## Geografía
El municipio de Buford se encuentra ubicado en las coordenadas 36°13′57″N 92°25′6″O / 36.23250, -92.41833. Según la Oficina del Censo de los Estados Unidos, el municipio tiene una superficie total de 103.52 km², de la cual 102,08 km² corresponden a tierra firme y (1,38 %) 1,43 km² es agua.

## Demografía
Según el censo de 2010, había 1295 personas residiendo en el municipio de Buford. La densidad de población era de 12,51 hab./km². De los 1295 habitantes, el municipio de Buford estaba compuesto por el 98,22 % blancos, el 0,08 % eran afroamericanos, el 0,39 % eran amerindios, el 0,39 % eran asiáticos, el 0,46 % eran de otras razas y el 0,46 % eran de una mezcla de razas. Del total de la población el 1,54 % eran hispanos o latinos de cualquier raza.